# Aylin Öcal

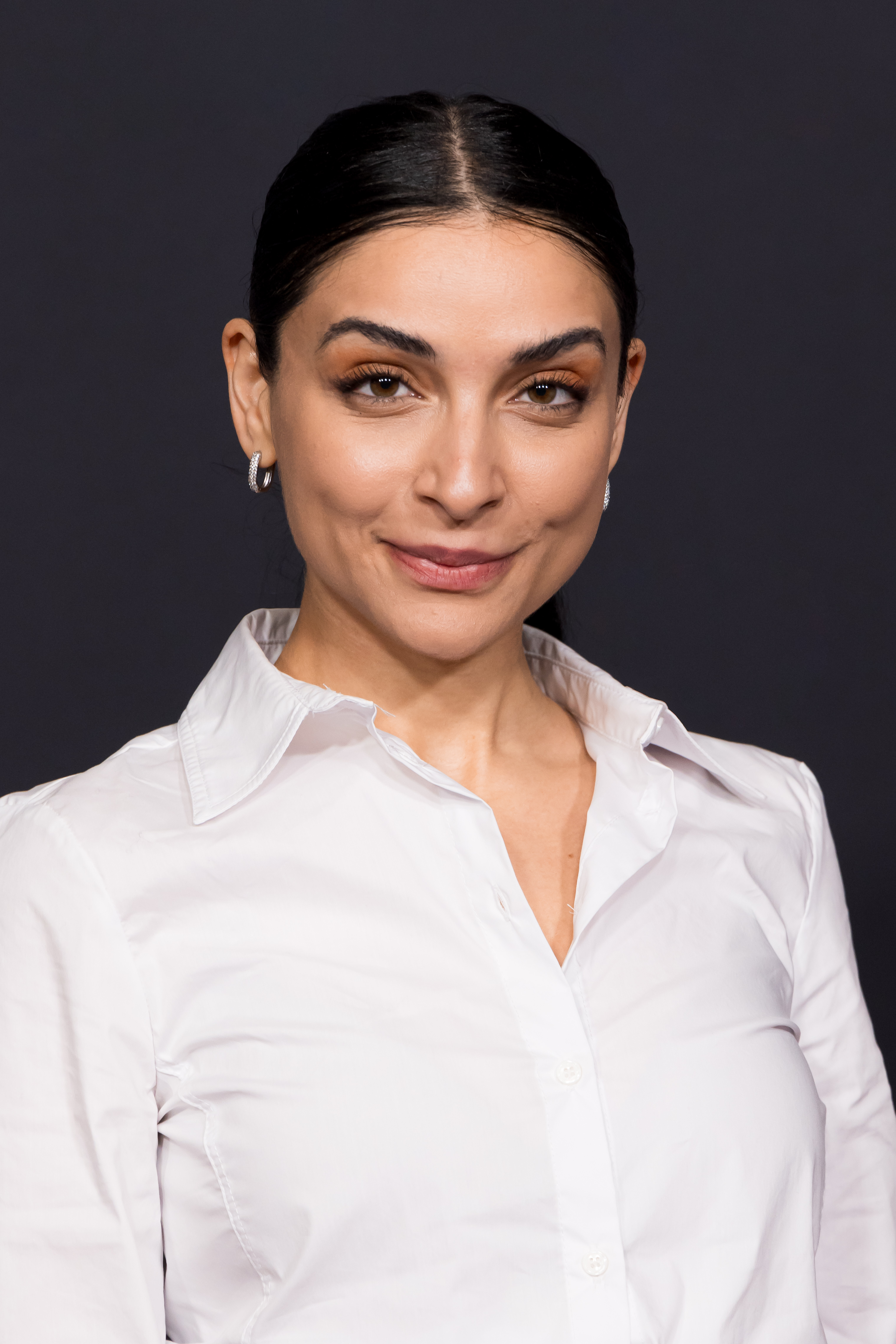
Aylin Öcal (2024)

Aylin Öcal (* 1996 in Rheda-Wiedenbrück) ist eine deutsche Schauspielerin.

## Leben
Die deutsche Schauspielerin Aylin Öcal studierte ab 2017 Schauspiel an der Film Acting School Cologne. 
Sie spielte 2022 unter der Regie von Tomy Wigand im TV-Spielfilm Vätertage des ARD eine der Hauptrollen.  Auf der Theaterbühne im Solinger Kammerspielchen spielte sie 2019 in Die Eule und das Kätzchen die Hauptrolle Doris.
Im Jahr 2023 war sie in der Krimireihe Tatort zu sehen. In der Episode Tatort: Love is Pain, die am 23. April 2023 ausgestrahlt wurde, übernahm sie die Rolle der Melek Arkadas. Die Folge zeichnet sich durch einen spannenden Plot aus, der sich durch seine Stringenz und klare Handlung von den Nebensträngen abhebt.

## Filmografie (Auswahl)
- 2023: Tatort: Love is Pain (Fernsehreihe)
- 2023: Die Heiland – Wir sind Anwalt (Fernsehserie, Folge Biggis Blond)
- 2024: Wenn Papa auf der Matte steht
- 2024: Nächte vor Hochzeiten
- 2025: Die Spreewaldklinik